# Kłypowszczyzna
Kłypowszczyzna (biał. Клыпаўшчына, Kłypauszczyna; ros. Клыповщина, Kłypowszczina; hist. ros. Хлыповщизна, Chłypowszczizna) – wieś na Białorusi, w obwodzie mińskim, w rejonie dzierżyńskim, w sielsowiecie Dzierżyńsk.
Znajduje tu się przystanek kolejowy Kłypowszczyzna, położony na linii Moskwa – Mińsk – Brześć.

## Historia
W XIX i w początkach XX w. położona była w Rosji, w guberni mińskiej, w powiecie mińskim.
Po I wojnie światowej pod administracją polską, w Zarządzie Cywilnym Ziem Wschodnich, w okręgu mińskim, w powiecie mińskim.
W wyniku postanowień traktatu ryskiego znalazła się w granicach Związku Sowieckiego. W latach 1932–1937 w Polskim Rejonie Narodowym im. Feliksa Dzierżyńskiego. Od 1991 w niepodległej Białorusi.